# Bufonerakis
Bufonerakis ist eine Gattung der Spulwürmer mit zwei Arten, die Froschlurche und Reptilien in den Neotropen befallen.

## Merkmale
Der Kopf hat weder Stränge (cordons) noch Zwischenlippen. Das Vorderende des Ösophagus ist in drei Lappen gegliedert, die durch eine verdickte Kutikula gestützt werden und in die Mundhöhle ragen. Jeder dieser Lappen hat einen zahnartigen Fortsatz. Das Hinterende der Männchen ist durch Kaudalflügel verbreitert, die mit zahlreichen Papillen verschiedener Größe und Form besetzt sind. Die Spicula sind gleich lang und einfach gebaut, ein Gubernaculum ist nicht sichtbar. Weibchen haben eine schlitzförmige Vulva, die nicht durch einen Kutikulalappen bedeckt wird. Von der gebogen verlaufenden muskulöse Vagina geht nach vorn und hinten jeweils ein Uterus ab. Beide Ovarien liegen vor der Vulva.

## Arten
Zur Gattung gehören:
- Bufonerakis andersoni Baker, 1980 (Typspezies)
- Bufonerakis rodriguesi Vicente & Correa Gomes, 1971